# Harald Gfader
Harald Gfader (* 1960 in Feldkirch) ist ein österreichischer Maler und Soundkonzeptkünstler.

## Leben
Gfader studierte ab 1985 an der Hochschule für angewandte Kunst Wien bei Tasquil (Visuelle Gestaltung). Ab 1987 war er Meisterschüler bei Adolf Frohner (Malerei). Seit 1992 führte er Kunstkonzepte mit Randgruppen durch. Wegen einer Erkrankung war seine künstlerische Arbeit von 1995 bis 1997 eingeschränkt. Während dieser Zeit beschäftigte er sich mit Sounds. Gfader arbeitet in der künstlerischen Lehrerfortbildung der Pädagogischen Hochschule in Vorarlberg und hält Gastvorlesungen an der Universität für angewandte Künste in Wien. Ebenso beschäftigt er sich in der kunsttherapeutischen Weiterbildung. Zudem ist Gfader zuständig für die Errichtung einer Sammlung zu Art-brut und Kinderzeichnungen im „vorarlberg museum“. Durch den Verein „milK_Ressort“ (Mitten im Land Kunst_Ressort) versucht Gfader abseits kultureller Metropolen Kunst zugänglich zu machen. Als Mitbegründer der zeitgenössischen Kunstmesse „Art Bodensee“ bietet Gfader Nachwuchskünstlern durch das „Featured-Artist“-Programm Raum sich zu präsentieren.
Harald Gfader unterrichtet außerdem am BG Feldkirch-Rebberggasse das Fach bildnerische Erziehung.
Er lebt in Italien und Vorarlberg.

## Auszeichnungen
- 1988 Preis der Stadt Wien (Förderpreis für Studierende, Dr. Hilger)
- 1989 Förderungspreis für Wissenschaft und Kunst des Landes Vorarlberg
- 1997 Kunstfonds der Sparkasse Dornbirn Förderpreis
- 1999 Arbeitsstipendium ODISEE (Bundeskanzleramt Sektion Kunst)
- 2010 AK-Wettbewerb Feldkirch, 2. gereiht, Ankauf
- 2011 Kulturpreis der Stadt Feldkirch

## Ausstellungen (Auswahl)
2016	
- Offene Zusammenhänge, Galerie Z, Hard
- BLACK & Blu, raum II, Galerie Peithner-Lichtenfels, Wien
- „Mal*pur (nach) West“, Gemeinschaftsausstellung von Ingmar Alge, Richard Bösch, Cäcilia Falk, Christian Geismayr, Harald Gfader, Ch. Lingg und Karl-Heinz Ströhle, NÖ Dokumentationszentrums für Moderne Kunst, St. Pölten

2015
- Privat am Strand, Brauerei Gasthof Rainer, Lochau
- Hüür wia fern, Galerie Arthouse, Bregenz

2013
- Harald Gfader Privat, Villa Claudia, Feldkirch

2012
- Ferngespräche, Harald Gfader und Christine Lederer, Galerie Vayhinger, Radolfszell

2011	
- DAS VERLUSTIGE LEKTORAT...DAS VERLORNE, Universität f. Angewandte Kunst, Wien
- (WIENER) MASCERADEN, Galerie Peithner-Lichtenfels, Wien
- MASCERADEN, Palais Liechtenstein, Feldkirch
- ICH < > Du, KunstProjekt mit Schülern und Künstlern, Thema Demokratie & Integration, KUNST.Vorarlberg

2010
- LARVA FRATZA FETZENSCHÄDL, Galerie Arthouse, Bregenz
- FAME, is a BEE..., SoundPerformance zu Emily Dickinson, KUB-Bregenz

2009
- DIE WIENER FETZNSCHÄDL, Galerie Peithner-Lichtenfels, Wien
- Das verlustige Lektorat, Zeichnungen galeriepunkt Z (Buch), Vorarlberg

2008
- DAEMON-CRATI, SoundProject/Konzept (Thema Demokratie & Integration), KUB-Bregenz
- fetzenschaedel Galerie 60, Feldkirch
- Kafkas poetische Landschaften, Galerie Peithner-Lichtenfels, Wien
- ZWISCHEN-NISCHEN, Peter Vogel Kybernetische Objekte, HGfader Malerei & Sound, Palais Liechtenstein, Feldkirch
- Jenseits von großen Mauern und kleinen Zäunen. Künstler aus Österreich in China, Künstleraustausch University City Art Museum of Guangzhou Academy of Fine Arts

2005
- JUNO, OH JUNO, Galerie Lang, Wien

2004
- DIE ERFINDUNG DER MILCHSTRASSE, Galerie Stephanie Hollenstein, Lustenau
- ÜBER...die Erfindung der Milchstraße, Galerie Arthouse, Bregenz

2003
- red, Galerie 60, Feldkirch
- aufleger; mild-scharf, Sound-Performance, KUB-Bregenz

2003
- ...MIT KOPH, One-Man Show Art-Bodensee, Galerie Lang, Wien

2002
- DISSONANZEN = 2 SICHTWEISEN, Galerie Peithner-Lichtenfels, Wien

2002
- SCHEMEN, Galerie Arthouse, Bregenz

2001
- …ALLEWIL DIA GLIICHE ROAS… Galerie Lang, Wien

2000
- GEZEICHNET … h*Gfader, Kulturinstitut Österreich Außenwirtschaftskammer, New York

2000
- QUERSCHAU, Galerie Waidelich, Schweiz

1999
- VON WIEN…GEZEICHNET… h*Gfader, station3, Wien

1998
- GRIFF UND GESTE, Galerie Lang, Wien

1997
- OUT OF FRAME, Galerie Schneeberger, St.Gallen
- …AN ANDERE ANSÄTZE, Galerie Arthouse, Bregenz

1995
- DIE SEHNSUCHT NACH DEM BERG, Galerie Lang, Wien
- Bruchstücke der Poesie, Künstlerhaus, Bregenz

1994
- KLEINE BILDER, Galerie Arthouse, Bregenz

1994
- EPISODEN AUS DER PROVINZ, Galerie 60, Feldkirch

1993
- SORTILEGIEN, Galerie Neufeld, Lustenau

1993
- ADESSO A POSTO, Österreichisches Kulturinstitut, Rom

1991
- DEKADERAUM, Galerie Stubenbastei, Wien

1991
- ORNAMENTALE ORDNUNG, Galerie Lang, Wien

1989
- OBJEKT & RAUM, Künstlerhaus, Bregenz
- Wo sind die Ameisen ?, MUSEUM DES 21.JHD. Wien

1988
- LAUTER KLEINE DINGER, Galerie aller Art, Bludenz

## Publikationen
- Durchschläge...von 2010-2012. Ein Bilderbuch. Mit einem Vorwort von Winfried Nussbaummüller, Eigenverlag, 2016
- Lampedusener Elegien. Eigenverlag 2015
- Das verlorene Lektorat, Neugebauer 2011, ISBN 978-3-85376-247-9
- JOHANNITER TOTENTANZ, Johanniter Kirche Feldkirch, Trabani MIXUp/CD2009
- SONOSCOP, Centre de Cultura Contemporania de Barcelona, SunSoundearth MIXUp/CD2009
- Jenseits von Grossen Mauern & kleinen Zäunen, University City Art Museum of Guangzhou, China 2008
- Das verlustige Lektorat, Bucher, Hohenems/Wien 2008, ISBN 978-3-902679-35-2
- Das verlustige Lektorat, Zeichnungen Hrsg. galeriepunkt Z, Bucher Verl.2009
- DIE OHREN SO BLAU, Karlheinz Pichler/HGfader, Bucher Verlag 2006, ISBN 978-3-902525-31-4
- ÜBER...die Erfindung der Milchstraße, Hrsg. Galerie Hollenstein 2004
- ...das letzte vom ich...1988-1989, Eigenverlag, 2001
- GEZEICHNET … h*Gfader, Hrsg. Kulturinstitut/WkO Austria, New York 2000
- DIE SEHNSUCHT NACH DEM BERG, Hrsg. Galerie Lang, Wien 1995
- SORTILEGIEN, Hrsg. Galerie Neufeld 1993
- SIMULTANT STIMULATION, HGfader / Norbert Mayer Eigenverlag 1990
- DER DINGE STAND, Projekte zu Kunst am Bau mit Arch. E. Steinmayr/Burkhart Schmidt, Hrsg. Stiftung Maria Ebene, Feldkirch 1990
- MUSEUM DES 21.JHD./Wo sind die Ameisen ?, Hrsg. Universität f. angewandte Kunst, Wien 1989

## Operative Kulturarbeit
- 1998–2000 Erfinder/Planer und Mitbegründer der Kunstmesse ART-Bodensee Vorarlberg (von 2000 bis 2011 Mitglied des Vorstandes)
- 2002 FIZ-Fit in die Zukunft, ein fächerübergreifendes integrations Kunst-Konzept in Übungsschule der Pädagogischen Akademie, Feldkirch.
- 2005 KUNST IM KAFEE Ein Zeichner-Konzept, für die WKO Vorarlberg
- 2007 DAS ZEICHNERISCHE ELEMENT, Die Bedeutung der Zeichnung an Beispielen von 30 Künstler aus Europa, Kunst.Vorarlberg.
- 2009 DIE PATER Sporschillmappe Feldkirch VBG.
- seit 2008 FEATURED-ARTIST (ehemals ROOCKIE) ein Ausstellungsförderungskonzept für Nachwuchskünstler der ART Bodensee.
- 2007 GALERIE-PUNKT-Z ein Galerie-Konzept zur Förderung der Zeichnung.
- 2008 BERLIN IN RESIDENZ STIPENDIUM, Förderung Junger Kunst in Vorarlberg, Entwicklung und Organisation.
- 2010 Ich <> Du, ein Integrations Kunst Konzept mit Schülern für Vorarlberg.
- seit 2012 milK_Ressort (Mitten im Land Kunst_Ressort)
- 2015 Inside <> Outside. Raum- und handlungsübergreifendes Kunstprojekt. Schüler der Praxismittelschule (PH Vorarlberg)